# Renrou sousuo
Renrou sousuo (en chinois 人肉搜索) ou Renrou sousuo yinqing (en chinois 人肉搜索引擎) (人肉 Renrou Chair humaine, 搜索 Sousuo recherche, 引擎 yinqing moteur soit moteur de recherche de chair humaine,), est une expression chinoise pour désigner des groupes d'internautes qui recherchent des informations personnelles et exercent des pressions sur des individus.
Cette pratique bénéficie de l'expansion de l'internet chinois fort d'environ 330 millions d'usagers en août 2009 (à titre de comparaison, pour les États-Unis: 217 millions - années et références de ces chiffres à compléter). 

## Histoire
Le portail internet Mop, dont le siège est à Pékin, est le site qui a lancé cette pratique. Il est géré notamment par Du Peiyuan, 26 ans.
À l'origine en 1997, le site s'était consacré aux jeux vidéo et télévisés. Puis le site s'est ouvert à d'autres sujets, en gardant cette culture de la recherche et de l'échange.

## Buts
Les buts sont variables : faire pression sur un homme marié qui a trompé sa femme ; dénoncer un fonctionnaire qui serait corrompu ; retrouver un ami perdu.

## Moyens
Cela démarre souvent d'un nom laissé sur un blog ou sur un forum. Ensuite des internautes recherchent des informations personnelles sur cette personne. Enfin, des pressions téléphoniques sont faites directement sur la personne, sur l'entreprise où elle travaille ou des tags sont faits sur les murs de son domicile.